# Cieśniny Bałtyckie

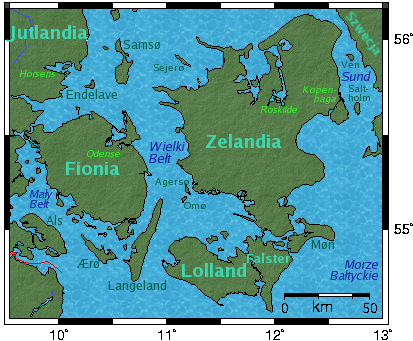
Cieśniny Bałtyckie

Cieśniny Bałtyckie albo Cieśniny Duńskie – zespół cieśnin i zatok na Morzu Bałtyckim między półwyspami Jutlandzkim a Skandynawskim:
- Kattegat
- Sund
- Wielki Bełt
- Mały Bełt

Cieśniny te wraz z Skagerrakiem łączą Morze Północne z Morzem Bałtyckim. Ich łączna powierzchnia wynosi 42 659 km², głębokość toru wodnego do 17 metrów (co umożliwia ruch statków o zanurzeniu 15 metrów), chociaż z płyciznami 7–8 metrów.
Królestwo Danii, którego terytorium do 1658 rozciągało się po ich obu stronach – zarówno na Półwyspie Skandynawskim (Skåneland) jak i Jutlandzkim – traktowało je jako wody wewnętrzne. Do podpisania traktatu kopenhaskiego w 1857 Dania przez przeszło 400 lat pobierała opłaty za ich przepływanie. W traktacie królestwo odstąpiło od kontroli żeglugi, pobierania opłat, zatrzymywania czy utrudniania przepływu przez cieśniny obcych statków.
Duńskich Cieśnin Bałtyckich nie należy mylić z oceaniczną Cieśniną Duńską, oddzielającą Grenlandię od Islandii.